# 菊池武光
菊池 武光（きくち たけみつ）は、鎌倉時代末期から南北朝時代にかけての武将。菊池氏第15代当主。第12代当主・菊池武時の子で九男とも。
征西将軍懐良親王を奉じて筑後川の戦いに勝利し、太宰府を手中に収めて九州南朝方の最盛期を築き上げた名将として知られる。

## 生涯

### 菊池氏惣領の継承
肥後国益城郡豊田庄（現・熊本県熊本市南区城南町）出身。柔弱な弟の武士の代理として、興国6年/貞和元年（1345年）に阿蘇惟澄と共に菊池氏の居城深川城を北朝勢力から奪還する。これを契機に一族中で頭角を現し、後に隈府城に入って当主の武士を廃し、武光自らが当主となった。
その後、南朝後醍醐天皇の皇子で征西大将軍として九州へ派遣された懐良親王を隈部山城に迎え、九州における南朝勢力として征西府の拡大に努める。正平6年/観応2年（1351年）には筑後国に進出して勢力を拡大し、正平8年/文和2年（1353年）2月には北朝の九州探題・一色範氏と少弐頼尚の争いに介入し、筑前針摺原にて一色探題軍を撃破する（針摺原の戦い）。同年7月には筑前飯盛山にて再び一色軍を破り、続いて正平9年/文和3年（1354年）からは豊後国・肥前国などに進出して大友氏泰を降伏させ、一色範氏を長門国に追放し、九州における南朝勢力の優勢を確立した。
一色範氏は正平11年/延文元年（1356年）10月に九州へ再度侵攻するが、武光は豊前国でこれを撃破。ここに至って一色範氏は九州制圧を断念し、京へ帰還する事となった。正平13年/延文3年（1358年）1月には父・範氏に代わって探題となった一色直氏がなおも挑んできたが武光はこれも撃退し、同年11月には日向国の畠山直顕をも破って、ついに九州の足利氏勢力をほぼ一掃した。

### 筑後川合戦

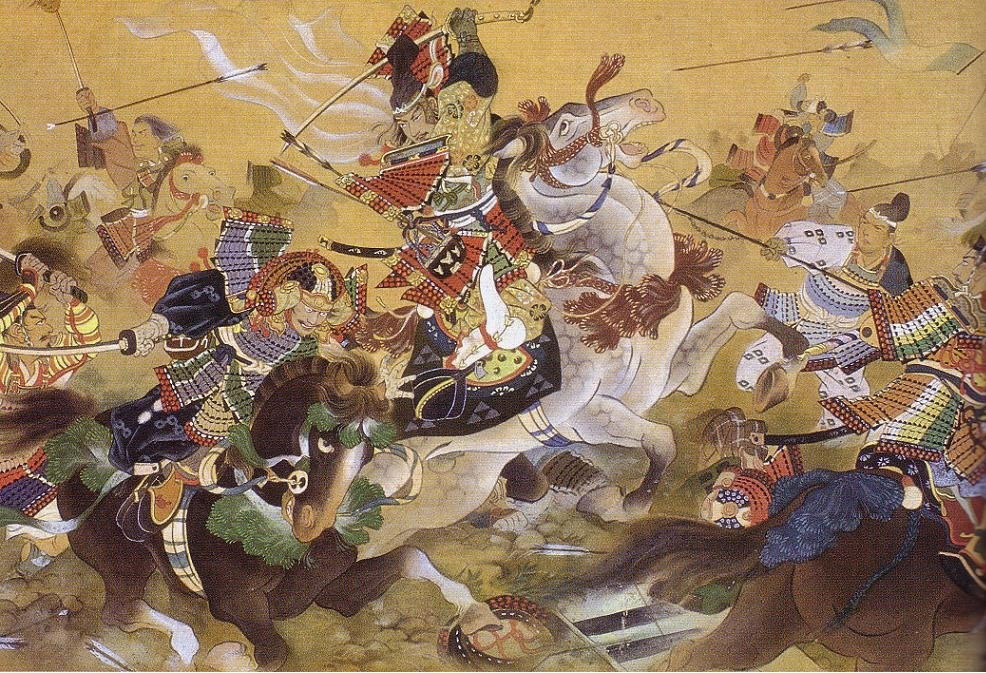
筑後川合戦図

だが、外来勢力であった九州探題が没落すると、それまで南軍に服していた少弐氏・大友氏らは再び反南軍勢力に転ずることとなった。これにより正平14年/延文4年（1359年）3月には、大友氏時の反攻を受け敗北を喫した。しかし勢力を盛り返して氏時を破り、7月には懐良親王を擁して南軍の総力を挙げて筑後国に進軍し、少弐頼尚に対して決戦を挑んだ。南軍は高良山に陣を敷き、対する少弐軍は筑後川右岸の味坂に軍を進め、ここに史上名高い筑後川の戦い（大原合戦・大保原合戦）の幕が切って落とされた。
この合戦は菊池軍4万、少弐軍は6万の兵力を擁したと伝わり、まさに九州の合戦史上最大の戦いとなった。この合戦では、7月19日に菊池勢が筑後川を渡河したのを機として、少弐勢が大保原に退いて以降一進一退の攻防が続いたが、8月7日に両軍の主力が激突する大激戦となった。この日の激戦は、南軍の総帥である懐良親王が3ヶ所の深手を負うほどであったが、武光をはじめとした南軍諸将の奮戦もあってこれに勝利した。少弐勢は総大将・頼尚の子息・少弐直資が戦死したのをはじめ、2万以上の死傷者を出し大宰府へ敗走、一方の菊池勢も武光の甥である菊池武明や一族の赤星武貫らが戦死し、こちらも多くの死傷者を出したため、これを追撃する余力は無かったといわれる。なお、この戦いの後に、傷ついた武光が己の太刀についた血糊を小川で洗った事から「太刀洗」（現福岡県三井郡大刀洗町）の故事が生まれたと伝わる。この他、筑後川古戦場付近には「大将塚」、「千人塚」、「五万騎塚」などこの時の合戦に由来する地名が数多く残されている。

### 征西府の確立

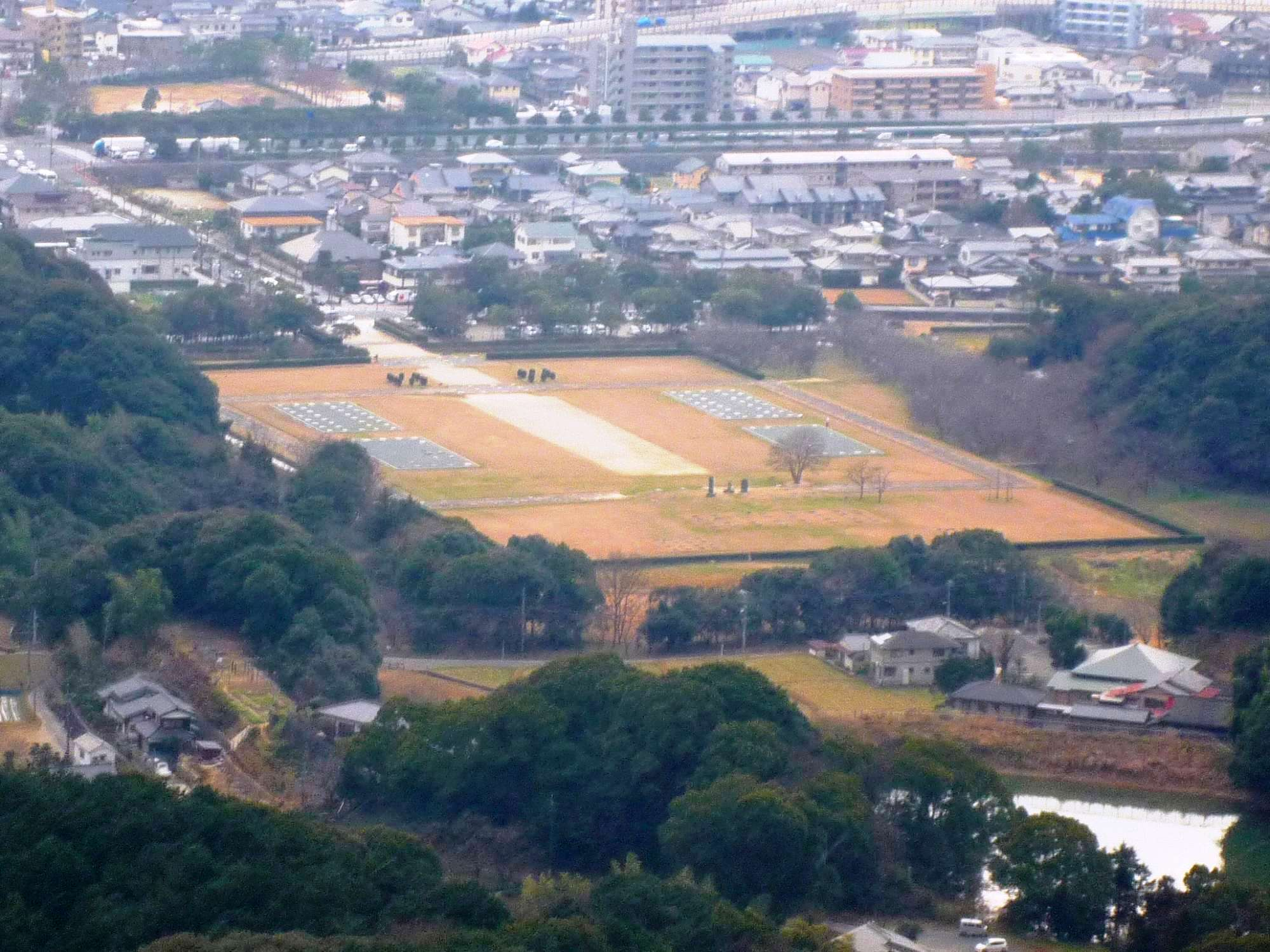
大宰府政庁跡（福岡県）

筑後川での戦勝後、武光は北軍の掃討を推し進め、正平16年/康安元年（1361年）7月には自ら出陣して、ついに古より九州の「首府」であった大宰府の制圧に成功する。8月には頑強な抵抗を続けていた少弐氏も本拠地の有智山城を放棄して豊後の大友氏の元へ落ち延びると、懐良親王は大宰府に入城し、ここに征西府を移して「懐良親王-菊池武光」による九州支配の体勢を確立した。
少弐軍惨敗の報告に、終始北軍勢力が圧倒していた京都の政界では激震が走り、将軍・足利義詮は大友氏時に対して少弐頼尚と協力して征西府を攻撃する事を命じ、同時に当時幕府の最高実力者であった斯波高経の子息・氏経を新探題として九州へと派遣した。また後光厳天皇は武光の武威を恐れて、「鎮西宮並びに菊池武光以下、凶徒追討の事」と、その追討を命じる綸旨を出した。
正平17年/貞治元年（1362年）8月、武光は未だ征西府に服さぬ大友氏時を討つべく、弟・菊池武義を征西府の守将に就かせ、自らは豊前・豊後方面へ出陣した。この隙を突いて探題・斯波氏経は子息・松王丸を大将として、少弐冬資らに大宰府を襲撃させた。不意を突かれた征西府軍ではあったが、守将の武義は負傷しながらもこれをよく防いだ。この間に武光も豊前より馳せ戻って救援し、一族の城武顕とともに探題軍を打ち破った（長者原の戦い）。斯波氏経はこの敗報に接すると戦意を喪失し、翌年春には京都へ逃げるように帰還した。
その後も懐良親王と武光率いる征西府の武威は益々高まり、正平20年/貞治4年（1365年）、斯波氏経に代わって探題に就任した渋川義行を一歩も九州の地に踏み入れさせず、空しく京都へ帰還させるなど、正平16年/康安元年の大宰府入城より11年間は征西府の絶頂期であった。

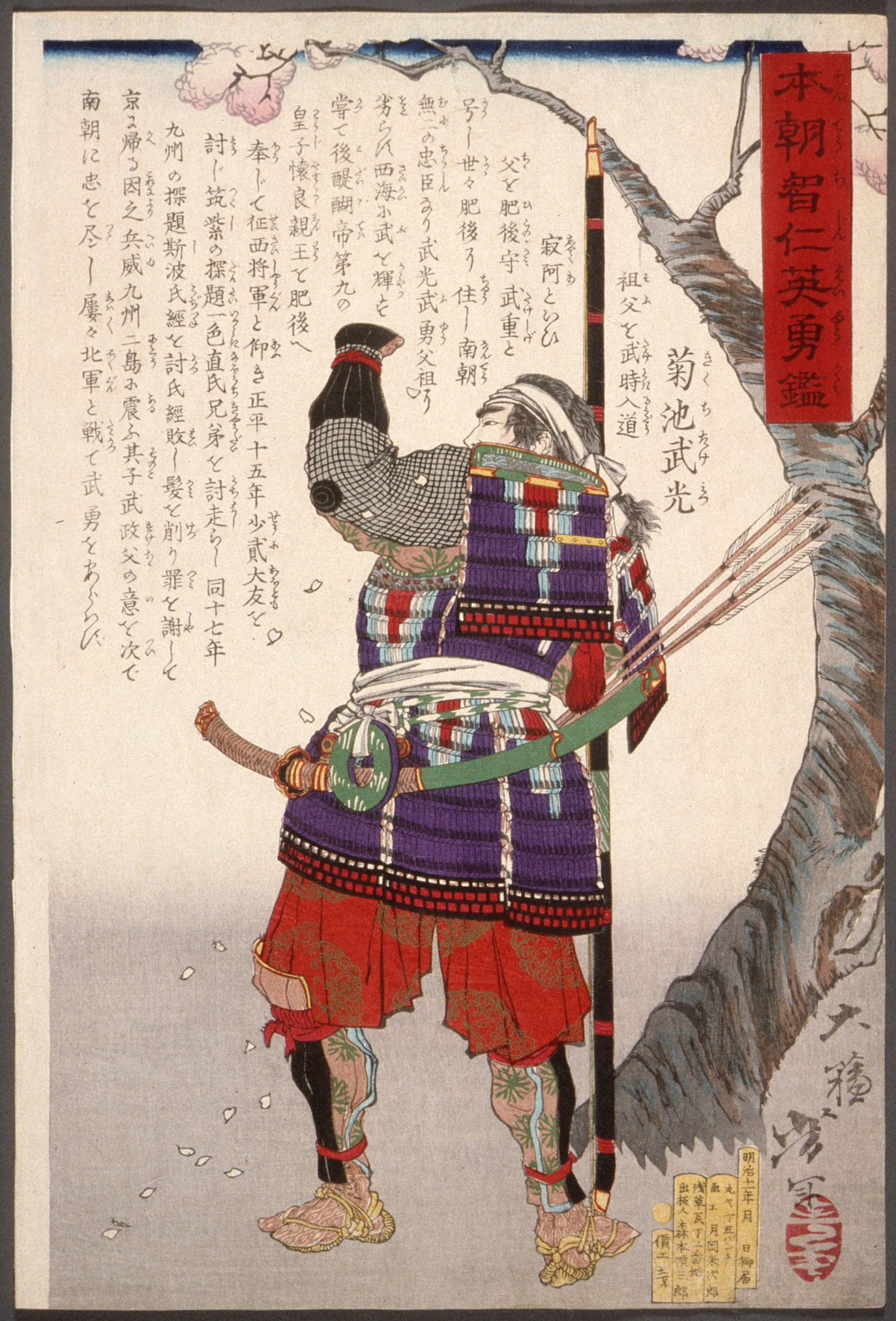
本朝智仁英勇鑑・菊池武光（月岡芳年作）

### 東征の挫折
九州をほぼ南朝一色に染め上げた懐良親王と武光は、その勢いをもって東上を決意。折りしも都では将軍・義詮が没し、幼少の足利義満がその跡を継いだため、これを好機と見た征西府は、正平23年/応安元年（1368年）2月に東征の軍を起こして長門・周防方面へ進軍を開始した。全国各地で南朝方が劣勢に立たされる中、九州で圧倒的優位を誇る征西府は、まさに南朝最後の希望であり、『北肥戦誌』や『鎮西要略』によると、この時の東征軍は菊池氏・原田氏・伊東氏・秋月氏・島津氏・三原氏・草野氏・松浦氏・星野氏・平戸氏・千葉氏・大村氏・山鹿氏などの九州の有力諸氏を従えた7万騎と号する大軍であったとされる。
しかしこの南軍の起死回生を狙った一大計画は、征西府軍が瀬戸内地方の制海権を完全に確保し切れていなかった事もあって、北朝方に転じていた大内氏により下関付近で進軍を阻まれ、逆に大損害を被る敗北を喫してしまった。結局これによって征西府軍による東征計画は敢え無く失敗に終わり、大宰府へ敗走した懐良親王と武光は、なおも九州における征西府の勢威を維持し続けたものの、この東征失敗以降、征西府は徐々に衰退していく事となった。

### 大宰府陥落
一方、一色父子・斯波氏経・渋川義行と相次ぐ探題の任務失敗に業を煮やした北朝は、名将と名高い今川貞世（了俊）を新探題として派遣することを決定。貞世は建徳2年/応安4年（1371年）2月に出京すると、途中、幕府への援軍を請う為に上洛中であった少弐氏らの九州武家を従えつつ、甥の今川仲秋を肥前方面へ遣わし、また子息・今川義範を豊後方面に遣わすなど、着々と九州攻略の方策を推し進め、自らは11月後半に下関へ到達した。この今川貞世の動きを警戒した武光は、豊後国に入った今川義範を討つべく、懐良親王の子と伝わる伊倉宮を奉じて、義範の篭る高崎山城を包囲した。しかし高崎山城の防御は固く、この間に毛利氏・吉川氏など中国地方の豪族の合力を得た今川貞世は下関から門司へ上陸すると、肥前国へ進んでいた今川仲秋も筑前国への進軍を開始。こうして探題軍は早くも征西府の「首府」である大宰府を窺う勢いを見せ始めていた。
この報に接した武光は、文中元年/応安5年（1372年）正月に高崎山城の包囲を急遽解いて筑前へ帰還し、2月には嫡男・菊池武政を今川仲秋軍の押さえとして肥前国へ進めさせたが、仲秋軍によって返り討ちに遭い、逆に仲秋軍の筑前侵入を許してしまう事となった。これによって探題軍は更に勢いづき、今川貞世は博多、さらには博多-大宰府間の要所である高宮を押さえると、いよいよ大宰府に向けて軍を発し、九州・中国の諸氏と合流しながら、大宰府北部にある佐野山に陣を張ると、4月から8月まで大宰府を包囲した。
九州・中国諸氏の軍勢を合わせて圧倒的な大軍となった今川探題の前に、懐良親王や武光らは大宰府に篭城しつつ、九州各地の南朝勢力の蜂起を期待したものの、菊池武安の筑後攻勢なども失敗するなど、戦況は征西府側に好転せず、ついに探題軍は8月10日から大宰府に対して総攻撃を開始した。この戦いでは両軍入り乱れてかなりの激戦となったが、翌日には武安が守る有智山城が落城し、12日には大宰府の防衛維持が不可能となり、懐良親王と武光をはじめとする征西府軍は大宰府を放棄、筑後国の高良山へと逃れていった。ここに懐良親王の大宰府入城以来、11年に亘って九州に覇を唱えた征西府は事実上崩壊した。

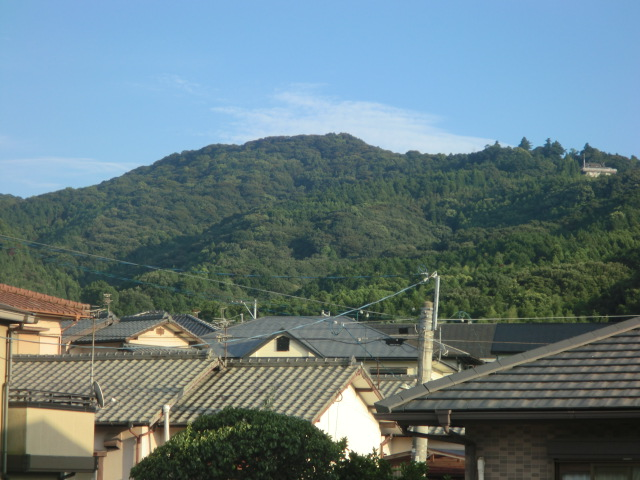
高良山（福岡県久留米市）

### 武光の死
大宰府を追われた懐良親王と武光であったが、高良山は要害の地であり、いかに大軍を擁する今川探題とはいえ容易に攻める事は出来なかった。また武光も武政や武安に命じて筑後川北岸に陣を敷いた探題軍を攻撃させたが、筑後川を渡河する事が叶わず、両軍は膠着状態に陥った。この高良山攻防戦の最中の文中2年/応安6年（1373年）11月16日に武光は死去したと伝わる。没時の年齢は不明であるが、一説に52歳であったと言われている。
武光の死後、嫡男・菊池武政が菊池氏の惣領となったが、わずか半年後の文中3年/応安7年（1374年）5月26日に死去し、まもなく高良山も陥落するなど、以後の征西府の衰退は決定的な状況となっていった。

## 近現代における顕彰
明治時代に入り、熊本県菊池市に菊池神社が創建されると、武光は父武時や兄武重とともに主祭神の1柱として祀られた。また1902年（明治35年）には南朝への忠勤が賞されて、従三位が贈位された。なおその子孫も、武光をはじめとする祖先の働きが認められ男爵位を与えられている。
その他、筑後川合戦の故地である福岡県大刀洗町の大刀洗公園（別称・菊池公園）や、菊池氏の本拠地であった熊本県菊池市の菊池公園に銅像が建てられている。
2024年には、大刀洗町の公式マスコットキャラクターとして、菊池武光を元にした「たけみつくん」が就任した。

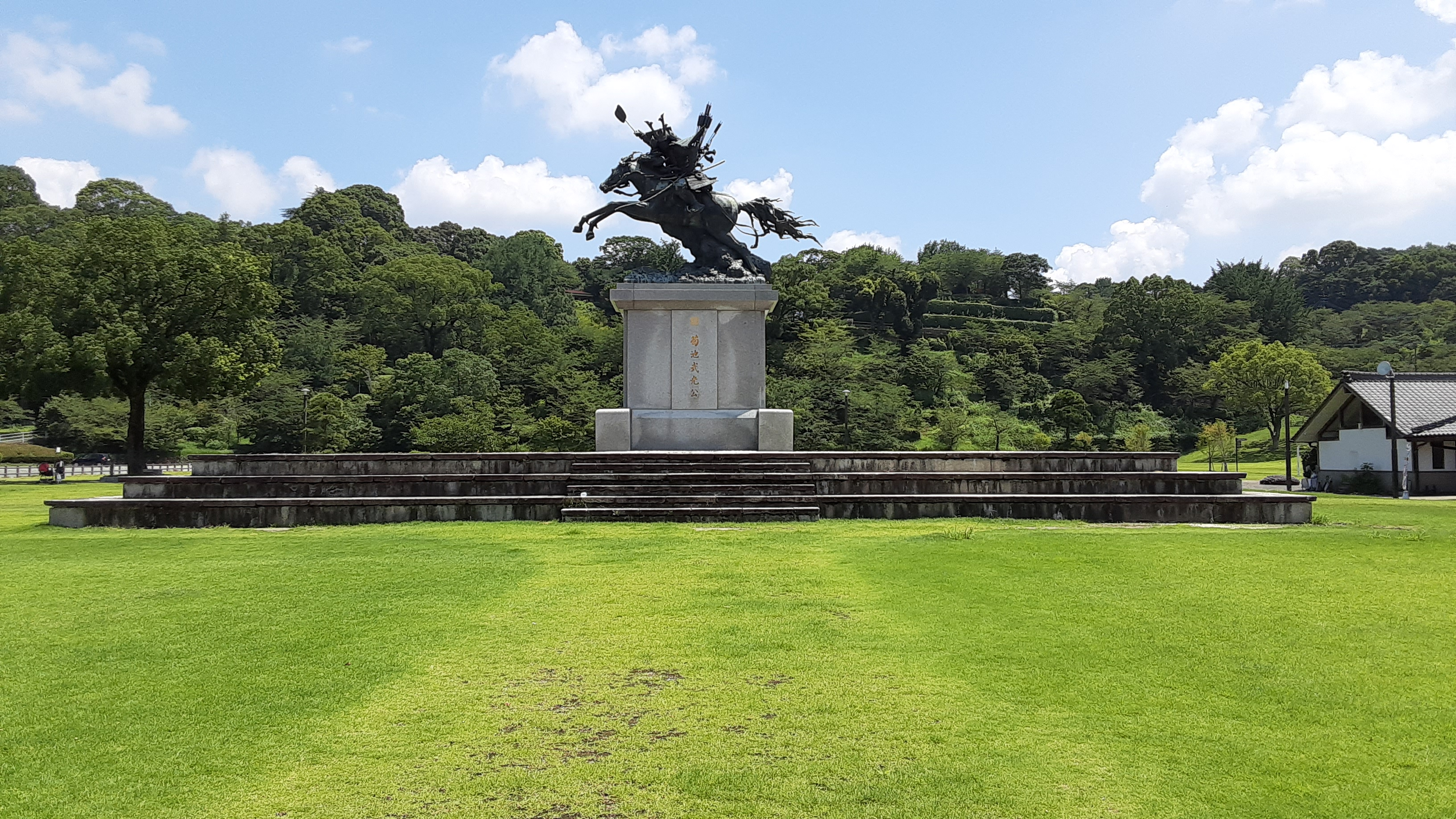
菊池武光公騎馬像（熊本県菊池市菊池公園）
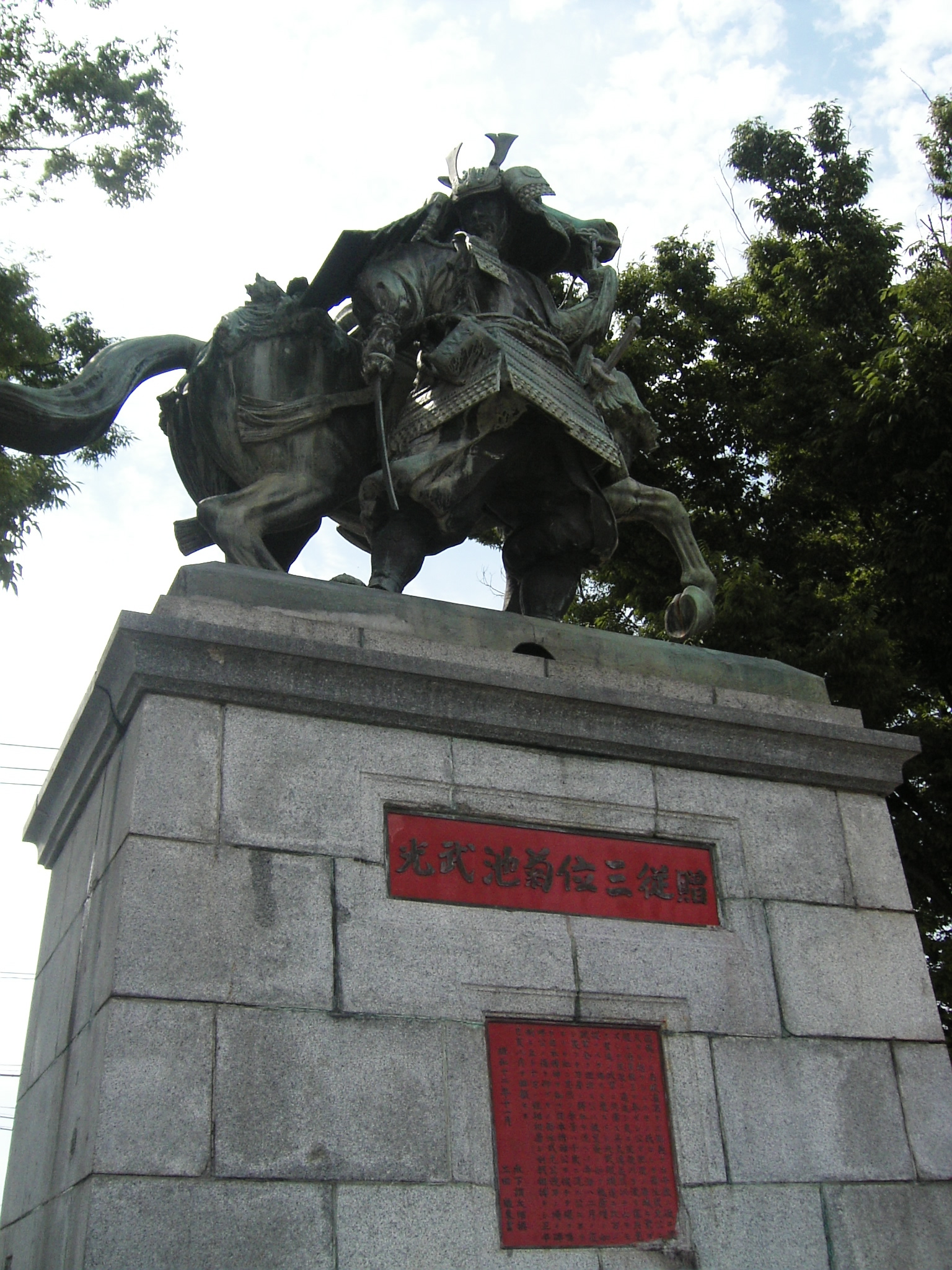
贈従三位菊池武光像（福岡県大刀洗町菊池公園）

## 関連書籍
- マンガふるさとの偉人「菊池武光伝」 発行 熊本県菊池市教育委員会 2022年4月